# Gemaal De Antagonist
Gemaal De Antagonist is een voormalig poldergemaal in de Nederlandse plaats Leidschendam. Het werd in 1882 gebouwd om de Starrevaart- en Damhouderpolder (later onderdeel van waterschap De Ommedijck) te bemalen. Dit stoomgemaal aan de Stompwijkseweg en Stompwijkse Vaart was uitgerust met een centrifugaalpomp en verving een molendriegang.
Naast het gebouw voor het stoomgemaal kwam er een bergplaats voor steenkool en een woning voor de machinist. Op de voorgevel van het gemaal kwam de naam ‘Antagonist’, dit was afgeleid van het Griekse "agōn" (strijd). Op 15 augustus 1882 nam het stoomgemaal de taak van de molens over. Die taak zou het stoomgemaal zo’n kleine 50 jaar verrichten. Bij een opvoerhoogte van ruim vier meter kon het gemaal 50 m³ per minuut water uitslaan op de Vliet.
In 1930 werd de stoommachine vervangen door een liggende eencilinder Crossley-dieselmotor. Belangrijke reden voor de vervanging was de lagere exploitatiekosten van de motor. De dieselmotor had een vermogen van 95 pk bij normaal gebruik, maar dit kon worden opgevoerd tot maximaal 105 pk bij 195 toeren per minuut. Met de aangesloten centrifugaalpomp kon 55 m³ per minuut worden uitgeslagen. De pompinstallatie werd geleverd door de N.V. Machinefabriek Gebr. Stork uit Hengelo.
In 1999 werd het gemaal buiten werking gesteld na de bouw van een nieuw, automatisch werkend gemaal. Een groot deel van de stoomketel is nog aanwezig en de zeldzaamheidswaarde daarvan draagt bij aan de status als Rijksmonument.
De Antagonist en het Voorschootse Gemaal De Vereeniging zijn in 2013 door het Hoogheemraadschap van Rijnland  overgedragen aan Stichting Behoud Oude Motorgemalen Leidschendam-Voorburg (Stibom). Deze kreeg het beheer van het gemaal en heeft in 2013 de restauratie voltooid met steun van het Hoogheemraadschap.
Het gebouw in neorenaissancestijl staat driehonderd meter westnoordwest van de Bovenmolen Nieuwe Driemanspolder, die deel uitmaakt van de molendriegang van Leidschendam.

## Indienststelling in 1882
Bij de indienststelling in september 1882 werd het volgende krantenartikel geplaatst in De Rijnbode:
LEIDSCHENDAM, 14 Sept. In tegenwoordigheid van het bestuur van den Starrevaart- en Damhouderpolder onder de gemeente Stompwijk, en vele belangstellenden, heeft heden de beproevingen en indienststelling plaats gehad van het ten behoeve van genoemden polder gestichte hevel-centrifugaalpomp-stoomgemaal. De hevel-centrifugaalpomp met direct daarop werkende machine, levert eene hoeveelheid water van ruim 50 M³. per minuut, bij eene opvoerhoogte van polder zomerpeil tot boezempeil van 4,12 M., terwijl bij contract hiervoor slechts 38 M³. was bepaald; ook het kolenverbruik is aanzienlijk minder dan bij contract was overeengekomen. Het bleek, dat deze inrichting, waardoor aan eene lang gevoelde behoefte is voldaan, in allen deele aan hare bestemming beantwoordt. Dit stoomgemaal is naar het ontwerp van de Heeren J. Goldberg & Zoon, Architecten te Hazerswoude, en onder hunne leiding gesticht. De hevel-centrifugaalpomp met direct werkende machine, stoomketel enz., vervaardigd en geleverd door de Maatsch. „IJzergieterij de Prins van Oranje" te 's Gravenhage, werkt uitstekend, terwijl constructie, soliditeit en nette afwerking van het geheel de algemeene tevredenheid verwierven. Aan allen, zoomede aan de Heeren Herlaar, Opzichter, en van den Berg, Aannemer der bouwwerken, werd dank gezegd voor hunne goede zorgen, aan dit werk besteed.